# 慧豐園

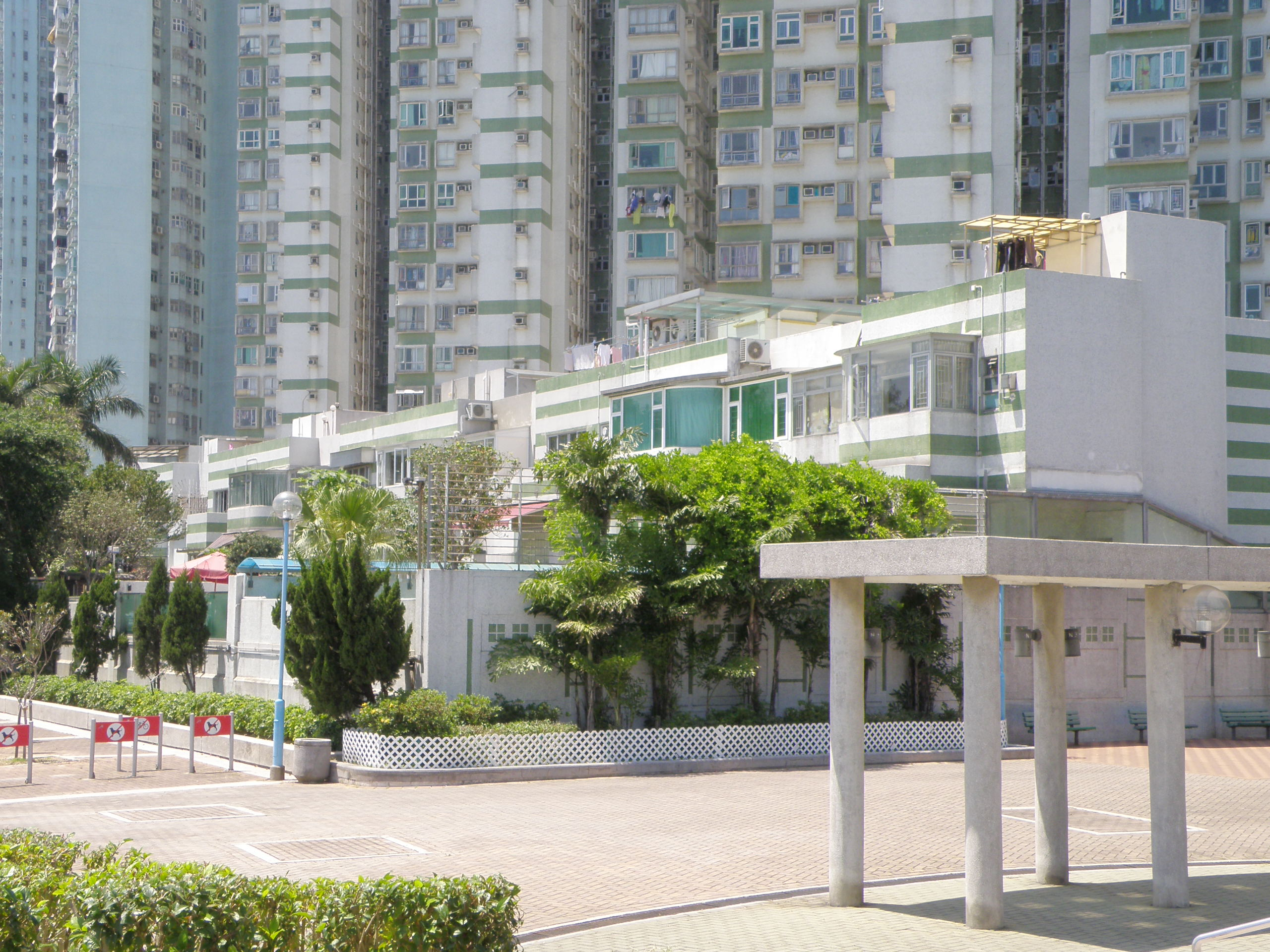
慧豐園洋房

慧豐園（英語：Marina Garden）是屯門區的私人屋苑，位於香港新界屯門湖翠路280號，鄰近屯門碼頭。屋苑共設19座物業，其中包括5座32層高的分層物業及14座2層高的海景洋房，提供1,000個住宅單位，發展商為南豐集團，建築師為何顯毅建築師事務所有限公司，並由佳定集團作物業管理，屋苑於1992年落成。基座設有停車場、平台花園、私人泳池、住客會所等設施。屋苑臨海而建，大部份單位均享海景景觀。

## 簡介
慧豐園於1992年建成，5座32層高的分層物業建於平台之上，基層為住客會所、游泳池、停車場、平台花園。會所設施包括網球場、壁球場、健身室、閱讀室、兒童遊戲室等，而3樓以上則為住宅，5座共986個單位，單位面積約640-900平方呎，實用率約75%-93%。
另外，屋苑設有14座兩層高的花園洋房，為屯門新市鎮內唯一的「海景洋房」，面積約2,300平方呎。
屋苑逾80%以上的單位可望青山灣海景和北大嶼山香港國際機場的全部或部份海景。

## 物業管理公司的撤換
慧豐園本由同屬南豐集團的民亮發展有限公司自入伙日起提供物業管理服務，直至2012年12月，民亮發展因長久未能處理2座某單位的維修爭拗而撤離慧豐園，並於2013年1月1日起改由新鴻基地產旗下的康業服務有限公司提供物業管理服務。
直至2014年5月25日，因上述單位的維修爭拗問題在康業服務入駐至今仍未獲妥善解決，就此康業服務代表於當天召開的業主特別大會上，正式通知業委會，其提供的物業管理服務將於2014年12月下旬，管理服務合約結束時終止，並撤離慧豐園。康業服務已於5月30日在屋苑各電梯張貼通告通知業主。成為第二間自願撤離慧豐園的物業管理公司。2015年1月1日轉為天怡物業顧問有限公司，2017年法團又改由佳定物業管理有限公司承接管理服務合約。

## 交通
屋苑來往市區交通主要在屯門碼頭公共運輸交匯處，表列如下:
港鐵
- █  屯馬綫：屯門南站（規劃中）（2023年動工，2030年啟用）
- █  輕鐵：屯門碼頭站
- █  輕鐵：兆禧站

屯門碼頭
渡輪
- 屯門至東涌/沙螺灣/大澳線[2]
- 屯門至澳門氹仔線
- 屯門至澳門外港線[3]
- 屯門至珠海線[4]

屯門碼頭巴士總站
湖翠路
湖景路
湖秀街

## 事件
慧豐園過往曾發生數宗導致死亡案件，1998年3月2日，一名女子於1座8樓單位跳樓自殺，其後證實死亡。2011年11月15日，一名二十餘歲少女，疑因生活不開心，於下午4時許，爬上2座寓所窗邊躍下。期間她撞向燈柱身體斷成兩截，再倒臥平台遊樂場，當場身亡。2014年5月31日，一名三十四歲周姓男子疑因金錢問題困擾，於凌晨4時許從單位拆掉窗花一躍而下，上半身倒卧地下馬路，下半身跌在一樓平台，當場證實死亡。事後平台欄杆損毀，警方相信事主墮下時因猛撞欄杆，而導致分屍。另外，慧豐園泳池亦曾發生男童遇溺慘劇，2012年9月2日一名五歲姓李男童隨父母到屋苑參加同學的生日會，其後李童與兩名分別7歲和11歲的幼童，由母親帶領到屋苑泳池玩水和游泳，李母上水後背向泳池收拾東西，準備帶三童離去。五分鐘後，泳池的當值救生員發現男童在池邊半浮沉，當場急救無效，警員接報將男童送往屯門醫院，證實死亡。

## 屋苑周邊
- 慧豐園碼頭
- 屯門海濱花園
- 邁亞美海灣
- 悅湖山莊
- 海翠花園
- 兆禧苑
- 南屯門官立中學
- 加拿大神召會嘉智中學
- 屯門碼頭小巴總站

## 外部連結
1. ↑  慧豐園管理服務合約事宜 的存檔，存档日期2014-05-31.
2. ↑  .   [2016-10-17]. （原始内容存档于2016-12-05）.
3. ↑  .   [2016-10-17]. （原始内容存档于2016-10-18）.
4. ↑  .   [2016-10-17]. （原始内容存档于2016-10-18）.
5. ↑  .   [2014-05-31]. （原始内容存档于2019-11-06）.
6. ↑  .   [2014-05-31]. （原始内容存档于2016-03-04）.
7. ↑  .   [2014-05-31]. （原始内容存档于2014-10-26）.
8. ↑  .   [2014-05-31]. （原始内容存档于2014-10-26）.